# Filamoeba
A Filamoeba az Amoebozoa Variosea kládjának nemzetsége. 1967-ben írta le Page, 1976-ban az Echinamoebidae csoportba sorolta, Adl et al. 2019-es rendszertanában ribocsoportként szerepel közvetlenül a Varioseában, nem az Echinamoebidaeben.

## Történet
A nemzetséget először Page írta le 1967-ben fény- és nem közölt transzmissziós elektronmikroszkópos felvételek alapján, de 1976-ban határozta csak meg rendszertani helyzetét, ekkor az Echinamoebidaebe sorolta. 2005-ig monotipikus csoport volt, egyetlen ismert faja a Filamoeba nolandi volt.
Amaral Zettler et al. 2000-ben távolság- és valószínűség-alapú módszerek alapján a Gephyramoeba testvérnemzetségeként írta le alacsony valószínűséggel, de a Leptomyxida felülvizsgálata alapján az eredetileg „Gephyramoeba sp.”-nak nevezett fajról 2008-ban igazolták Szmirnov et al., hogy az akkor leírt Acramoeba dendroida faj.
2003-ban Thomas Cavalier-Smith a Mycetozoa Variosea csoportjába sorolta, 2005-ben az Acanthamoebae csoportba is sorolták, 2009-ben az alacsony támogatottságú Eumycetozoa sensu Spiegel csoportba sorolták Shadwick et al. Lahr et al. 2011-ben az Arachnula és Flamella nemzetségekkel együtt a Gracilipodida csoportba sorolták.
2015-ben Cavalier-Smith et al. a Varioseán belül a Varipodida tagjaként írták le, és annak Flamella nemzetséggel való egyesítésére létrehozták a Filamoebidae csoportot, ezt például az Acramoebával egyesítették a Varipodidában. Adl et al. 2019-es rendszertanában e csoport már nincs jelen, a Filamoeba ribocsoport az Evosea Variosea csoportjában utóbbi és a Filamoeba közti csoportok nélkül.

## Morfológia
Legyező, háromszög vagy félhold alakú mozgó állapotú lapos amőbákból állóként írja le, melyek állábai számos tüske alakú üvegszerű alállábbal rendelkeznek, és szabálytalanul ágaznak el. Centroszóma nincs benne. Anderson és Rogerson amőbamorfológiai besorolása szerint 1. típusú. Mozgáskor elöl vékony hialoplazmája van, alállábai vékonyak és fonalasak. Mitokondriális cristái csőszerűek, párhuzamosak, sose ágaznak el vagy képeznek anasztomózist. Trofozoitái általában egymagvúak.
A Filamoeba sinensis cisztái vastag, pórus nélküli és homogén falúak, trofozoitái állábai a F. nolanditól erőben és többfelé való elágazásukban különböznek.

## Ökológia
Szabadon élő bakterivor amőba, de több faj hordozhat Legionella- és Rheinheimera-fajokat.
Kráter- és hévizekben is megtalálható, vagyis egyes fajai termotoleránsak. Megtalálható ezenkívül kontaktlencse-viselők fürdőszobái és konyhái vízkövében, vagyis a kontaktlencse-tisztaság egyik indikátora. Sivatagi bokrokban az egyik leggyakoribb szabadon élő amőbafaj.
A Filamoeba sinensis a Carassius gibelio kopoltyúiban és szabadon egyaránt élhet, továbbá kimutatták házisertés-béltartalomban is, vagyis amfizoikus.

## Életciklus
Életciklusában nem ismert ostoros állapot, és termőtestet se képez. Cisztát képezhet, ekkor sejtfala 1 rétegű.

## Genetika
VPS9-, GAP9-, RABEX5-, több V9DCP-, alzin- és VARP-homológja és 2 ezekkel rokon ismeretlen fehérjéje van. A Filamoeba nolandi 18S rRNS-e teljesen szekvenált, 2000. december 2-án lett elérhető AF293896 azonosítóval.
Nincs II-es típusú, van viszont I-es típusú zsírsavszintáza, ostoros szakasza hiányát Cavalier-Smith et al. 2015-ben az ostor nélküli Conosa-fajokhoz hasonlóan másodlagos veszteséggel magyarázták.

## Filogenetika
A Filamoeba egy 2015-ös elemzés szerint a Phalansterium testvércsoportja, a két csoport együttese a Stygamoeba testvércsoportján belül bazális, és hosszú ággal rendelkezik.